# WCW International World Heavyweight Championship
WCW International World Heavyweight Championship var en verdensmesterskabstitel hos World Championship Wrestling, der eksisterede fra 1993 til 1994. Titlen er dog i dag ikke anerkendt af hverken Pro Wrestling Illustrated eller World Wrestling Entertainment som en ægte VM-titel. 
Titlen erstattede den originale NWA World Heavyweight Championship i 1993, da World Championship Wrestling endeligt trak sig ud af National Wrestling Alliance. Navnet WCW International henviste til det fiktive internationale datterselskab af World Championship Wrestling, og indenhaveren af VM-bæltet repræsenterede selskabets verdensmester. WCW havde i forvejen WCW World Heavyweight Championship, hvor indehaveren var den regerende verdensmester i WCW. I juni 1994 blev de to VM-titler forenet, og den ubestridte VM-titel fortsatte under navnet WCW World Heavyweight Championship. 
| Sport | Spire Denne artikel om sport er en spire som bør udbygges. Du er velkommen til at hjælpe Wikipedia ved at udvide den. |